# Erekle Ukleba
Erekle Ukleba (gruz. ერეკლე უკლება; ur. 22 września 1990) – gruziński wioślarz.

## Osiągnięcia
- Mistrzostwa Świata Juniorów – Linz 2008 – dwójka bez sternika – 11. miejsce[1].
- Mistrzostwa Europy – Ateny 2008 – dwójka bez sternika – 13. miejsce[1].
- Mistrzostwa Świata U-23 – Račice 2009 – dwójka bez sternika – 12. miejsce[1].